# Pokpon
Pokpon est une petite ville du Togo située dans la préfecture de Bassar, dans la région de la Kara

## Géographie
Pokpon est situé à environ 49 km de Bassar, chef-lieu de la préfecture.

## Vie économique
- Atelier poterie

## Lieux publics
- Infirmerie